# De vita et moribus domini Francisci Petracchi
Il De vita et moribus domini Francisci Petracchi (ossia Sulla vita e i costumi del signor Francesco Petrarca) è un'opera celebrativa di Giovanni Boccaccio nei confronti di Francesco Petrarca datata intorno al 1341-1342. 

## Contenuto
Come per la quasi contemporanea esercitazione letteraria Mavortis Milex, fondamentale per la realizzazione di questo ritratto autobiografico del Petrarca - che Boccaccio non ebbe ancora avuto modo di conoscere a quell'altezza cronologica - furono le informazioni dategli dal frate agostiniano Dionigi di Borgo San Sepolcro, il circolo dei protoumanistici fiorentini amici del Petrarca, quale Francesco Nelli, e quello degli intellettuali napoletani ruotanti intorno alla corte di Roberto I d'Angiò.
Secondo le parole di Giuseppe Velli, si può vedere in quest'opera un «tentativo di canonizzazione» della vita di una persona soffermandosi sulle doti eccezionali del poeta aretino, sulla sua volontà di dedicarsi alla letteratura nonostante l'opposizione famigliare e sulle indubbie qualità morali di Petrarca. In sostanza, il «De vita è una costruzione fortemente artefatta», basata su modelli letterari preesistenti e sulla volontà di conoscere, un giorno, dal vivo il personaggio da lui celebrato.